# Stuart B. Schwartz
Stuart B. Schwartz é o Professor de História na Yale University, Presidente do Conselho de Estudos Latino-Americanos e Ibéricos, e ex-Mestre do Ezra Stiles College.

## Educação
Schwartz nasceu em Springfield, Massachusetts. Na graduação, estudou no Middlebury College e na Universidad Autonoma de Mexico. Depois de se formar em Middlebury, ele estudou história latino-americana na Columbia University, onde obteve seu Ph.D. em 1968.

## Carreira
Depois de Columbia, Schwartz lecionou na University of Minnesota antes de ingressar na faculdade de Yale em 1996. presidente de Yale, Richard Levin, referiu-se ao professor Schwartz como "talvez o mais destacado estudioso da história brasileira" no mundo. Schwartz também realizou pesquisas acadêmicas sobre a Espanha, Portugal e suas colônias no início do mundo atlântico moderno.

## Trabalhos
Suas publicações acadêmicas incluem Sovereignty and Society in Colonial Brazil (1973), Early Latin America (1983), Sugar Plantations in the Formation of Brazilian Society (1985), Slaves, Peasants, and Rebels (1992), como editor A Governor and His Image in Baroque Brazil (1979), Implicit Understandings (1994), Victors and Vanquished: Spanish and Nahua Views of the Conquest of Mexico (2000), Cambridge History of Peoples of the Americas. South America (1999).
Em 2008, Schwartz publicou All Can Be Saved: Religious Toleration and Salvation in the Iberian Atlantic World (Yale University Press). O livro traça a ideia de tolerância no mundo hispânico de 1500-1820, concentrando-se nas atitudes das pessoas comuns em vez das elites.